# Las hermanas Gilda
Las hermanas Gilda, són una sèrie i uns personatges de còmic creats per Manuel Vázquez que van aparèixer per primer cop el 1949 a la revista Pulgarcito. Són dues germanes solteres que viuen juntes i no es poden suportar, per la qual cosa tenen sempre baralles domèstiques. Una és la Leovigilda, alta, rossa, malcarada i maniàtica de l'ordre. La germana és l'Hermenegilda, grossa, baixa i antiquada. En les seves historietes predomina l'humor blanc, amb trompades, bromes, explosions i altres gags del gust del públic infantil. Apareixen temes recurrents com el desig d'aconseguir parella, la dificultat per arribar a fi de mes o la relació de dependència i amor-odi entre les germanes, tot tractat en un to humorístic.

## Vida quotidiana
Las Hermanas Gilda, són dues germanes, Leovigilda i Hermegilda, Leovigilda, és una dona alta, molt prima i rossa de cabell, no és una dona gaire guapa. És una dona més aviat esquerpa, de caràcter amargat i molt gelosa de la seva germana. Hermegilda, per la seva banda és extravertida, més aviat innocent i enamorada de l'amor.
La vida quotidiana d'aquestes dues germanes és la de dues dones de mitjana edat i solteres, que s'han d'enfrontar amb una actitud social de postguerra, que considerava improductius a personatges d'aquest tipus i, per tant, els marginava. Totes dues senyoretes estan reprimides per un encotilla-ment social i històric però cadascuna d'elles té una manera diferent d'afrontar les adversitats. Leovigilda està sempre alerta i amb recels, davant dels constants enamoraments de la seva germana Ermegilda, que està sempre pendent de caçar un nuvi.
Totes dues germanes són solteres, es desconeix la seva professió, és probable que visquessin d'alguna petita pensió, en general tenen mala sort, per què no hi a manera de trobar algun incaut que vulgui ser la seva parella.

## Personatges secundaris
En aquesta sèrie, no hi a uns personatges secundaris fixes, en tot cas caldria fer referència als incauts als quals Hermegilda, prova d'enredar per aconseguir la desitjada parella que no acaba d'arribar.

## Autors
L'autor principal i creador de Las Hermanas Gilda, és Manuel Vázquez Gallego, que també signava amb el sobrenom de by Vázquez. A partir dels anys seixanta es varen editar un seguit d'historietes, de Las Hermanas Gilda, dibuixades i guionitzades per un equip de dibuixants aliens a Vázquez, com a curiositat en una de les historietes realitzades per aquest equip, a l'última vinyeta es veu una comissaria de policia i a la paret hi a un cartell que posa Reward,(es busca) amb el nom i la cara de Vázquez.

## Publicacions
| Nom de la Publicació | Editorial               | Any       | Número/s | Format                  | Notes                                                       |
| -------------------- | ----------------------- | --------- | -------- | ----------------------- | ----------------------------------------------------------- |
| Pulgarcito           | Editorial Bruguera,S.A. | 1946-1981 | 1755     | Quadern vertical Grapat | 68 ? Extres publicats                                       |
| Magos de la Risa     | Editorial Bruguera,S.A. | 1950-1951 | 42       | Quadern apaïsat Grapat  | A cada número es publicava un personatge diferent           |
| Tio Vivo. 2 època    | Editorial Bruguera,S.A. | 1961-1981 | 1043     | Quadern vertical Grapat | 55 extres                                                   |
| DDT                  | Editorial Bruguera,S.A. | 1967-1978 | 551      | Quadern vertical Grapat | 36 extres                                                   |
| Super Pulgarcito     | Editorial Bruguera,S.A. | 1970      | 152 ?    | Quadern vertical Grapat | 10 extraordinaris                                           |
| Magos del Humor      | Editorial Bruguera,S.A. | 1971      | 21       | Album, Tapa Dura        | Recopilació amb àlbum                                       |
| Super Tio Vivo       | Editorial Bruguera,S.A. | 1972-1983 | 135 ?    | Quadern vertical Grapat | 10 extraordinaris                                           |
| Super Mortadelo      | Editorial Bruguera,S.A. | 1972-1986 | 277      | Quadern vertical Grapat | Del 1 al 169 (Super Mortadelo) i del 170 al 277 (Mortadelo) |
| Super DDT            | Editorial Bruguera,S.A. | 1973-1983 | 127      | Quadern vertical Grapat |                                                             |
| Mortadelo Gigante    | Editorial Bruguera,S.A. | 1974      | 18       | Rusticà Encolat         | 148 pàgines                                                 |
| Mortadelo Especial   | Editorial Bruguera,S.A. | 1975-1986 | 211      | Quadern vertical Grapat | Els tres primers números; Mortadelo super Terror            |
| Super Carpanta       | Editorial Bruguera,S.A. | 1977      | 57 ?     | Quadern vertical Grapat | 60 pàgines                                                  |
| Super Rompetechos    | Editorial Bruguera,S.A. | 1978-1985 | 45       | Quadern vertical Grapat | 60 i 52 pàgines                                             |
| Bruguelandia         | Editorial Bruguera,S.A. | 1981-1983 | 29       | Quadern vertical Grapat | 76 pàgines                                                  |
| Super Carpanta       | Editorial Bruguera,S.A. | 1977      | 57 ?     | Quadern vertical Grapat | 60 pàgines                                                  |
| Super Humor Clásicos | Ediciones B,S.A.        | 2005-2013 | 10       | Album, Tapa Dura        | Varis personatges, volums monogràfics                       |
| Clásicos del Humor   | R.B.A.                  | 2009      | 40       | Album, Tapa Dura        | Varis personatges, volums monogràfics                       |

Nota: Aquesta taula pot no estar completa o bé actualitzada